# Supercoppa italiana 2012 (hockey in-line)
La Supercoppa italiana 2012 è stata la 10ª edizione della omonima competizione italiana di hockey in-line disputata il 12 ottobre 2012 al Quanta Sport Village di Milano.
Hanno partecipato l'Milano Quanta in qualità di squadra campione d'Italia e l'Asiago Vipers come finalista della Coppa Italia.
Il Milano Quanta vinse la partita per 6-5, aggiudicandosi per la prima volta il trofeo.

## Partecipanti
| Squadre       | Qual. | Partecipazioni precedenti (il grassetto indica la vittoria) |
| ------------- | ----- | ----------------------------------------------------------- |
| Milano Quanta |       | 2011                                                        |
| Asiago Vipers |       | 2003, 2004, 2005, 2006, 2007, 2008, 2009, 2010              |

## Tabellino
| Milano 12 ottobre 2012 | Milano Quanta | 6 – 5 | Asiago Vipers | Quanta Sport Village |